# Choo-Ha
Choo-Ha, Tamcach-Ha und Multun-Ha sind höhlenartige Cenotes in der Nähe der ehemaligen Mayastadt Cobá. Choo-Ha ist ein höhlenartiger Cenote mit einer nur relativ kleinen natürlichen Öffnung von ca. 3 m × 4 m, durch den eine Treppe ins Höhleninnere führt. Der Cenote ist öffentlich zugänglich, über eine Treppe gelangt man zum Wasser und kann darin schwimmen. Im Cenote sind Welse und Schildkröten anzutreffen.

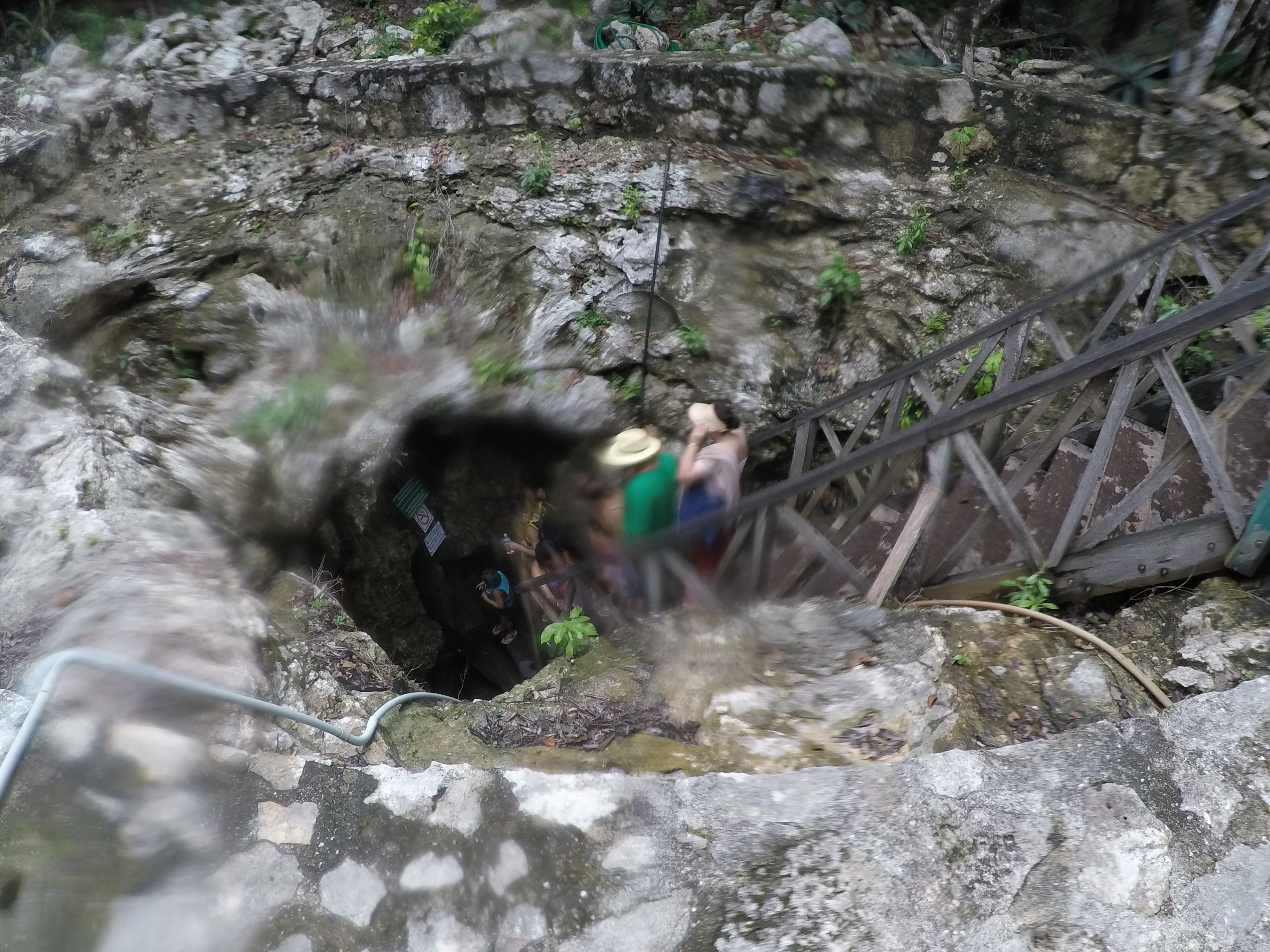
Eingang